# Желізний Микола Якович
Желі́зний Мико́ла Я́кович (нар. 26 квітня (9 травня) 1910 — пом. 19 травня 1974) — учасник Другої світової війни, командир батальйону, майор, Герой Радянського Союзу (1945).

## Біографія
Народився 9 травня 1910 року в місті Баштанка Миколаївської області в родині службовця. Українець. Член ВКП(б) з 1939 року.
Закінчив Новобузький педагогічний технікум. Вчителював.
У 1933 році призваний до лав РСЧА. Закінчив школу молодших командирів. З 1933 року — на комсомольській роботі, з 1939 року — на партійній роботі.
Учасник німецько-радянської війни з червня 1941 року. Воював на Південному, 3-у Українському, 1-у Білоруському фронтах. У серпні 1942 року був поранений. Пройшов шлях від командира взводу до командира стрілецького батальйону.
Особливо командир 2-го стрілецького батальйону 986-го стрілецького полку 230-ї стрілецької дивізії 9-го стрілецького корпусу 5-ї ударної армії 1-го Білоруського фронту майор М. Я. Желізний відзначився під час проведення Берлінської операції. Бійці батальйону під його командуванням стрімко переправились через річку Шпрее біля озера Руммельсбургер-Зеє, захопили плацдарм і утримували його до підходу основних сил полку. Відбили 4 атаки ворога, знищивши при цьому близько 300 солдат і офіцерів супротивника, 250 захопили у полон. 27 квітня 1945 року був удруге поранений.
У повоєнні роки продовжував військову службу. У 1951 році закінчив курси удосконалення командного складу «Постріл».
У 1956 році підполковник М. Я. Желізний вийшов у запас. Мешкав у Вінниці. Помер 19 травня 1974 року. Похований на Центральному цвинтарі Вінниці.

## Нагороди
Указом Президії Верховної Ради СРСР від 31 травня 1945 року майору Желізному Миколі Яковичу присвоєне звання Героя Радянського Союзу з врученням ордена Леніна і медалі «Золота Зірка» (№ 6712).
Також нагороджений орденами Червоного Прапора, Олександра Невського, Вітчизняної війни 2-го ступеня, Червоної Зірки, медалями.